# 아사무시 온천

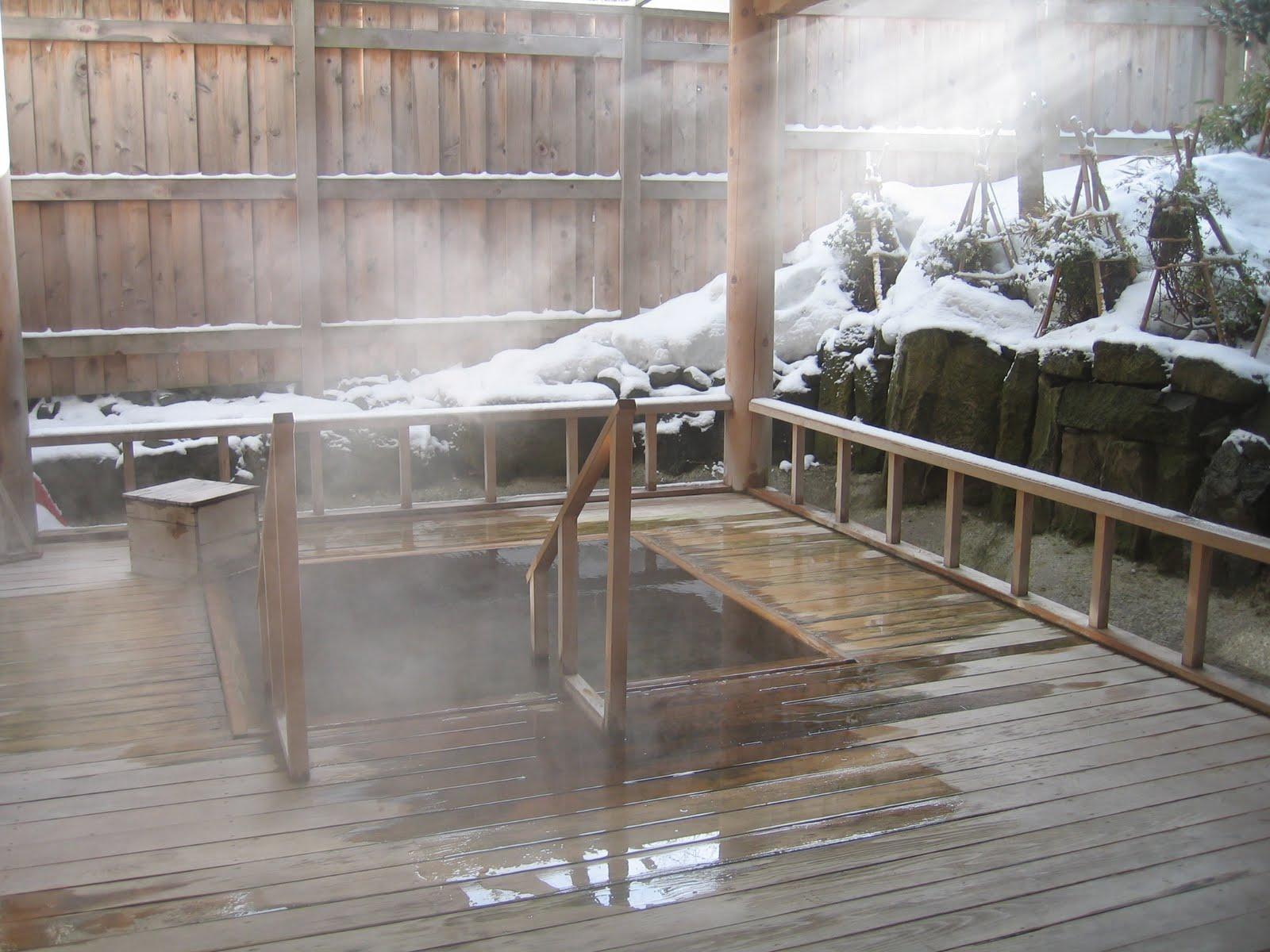
아사무시 온천

아사무시 온천(浅虫温泉 아사무시온센[*])은 일본 아오모리현 아오모리시 아사무시에 있는 온천이다. 해수욕장, 스키장, 수족관, 유원지 등 다양한 관광지가 있으며, ‘도호쿠의 아타미’, ‘아오모리의 오쿠자시키’로도 불린다.